# 甲狀腺最下動脈
甲狀腺最下動脈是一條頭頸部動脈，屬於一種解剖變異。當這條動脈存在時，它會供應原本由下甲狀腺動脈和上甲狀腺動脈供應的部分甲状腺區塊。偶爾也會供應氣管、副甲狀腺和胸腺（稱作副胸腺動脈）。當兩條下甲狀腺動脈都不存在時，甲狀腺最下動脈也能作為血流補償的途徑，少數情況下甚至可能成為供應甲狀腺的唯一動脈。甲狀腺最下動脈多數發源自頭臂動脈幹，但也可能源自其他動脈。此動脈的管腔大小、供應區域和終點位置在不同個體間都有差異，只有大約3至10%的人擁有甲狀腺最下動脈。此動脈在外科手術時可能會造成併發症，例如嚴重出血。

## 結構

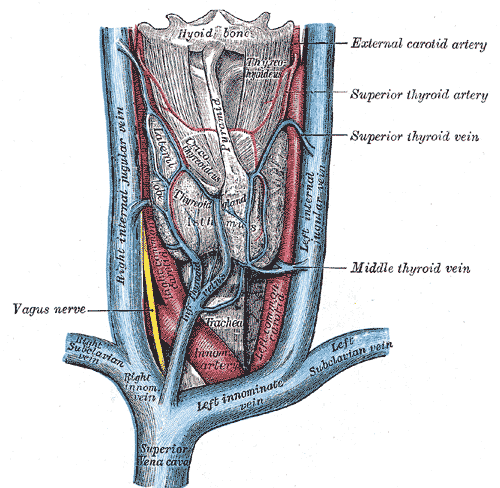
甲状腺的血管（甲狀腺最下動脈沒有標示出來，但有繪出其路徑和供應區域）

目前有關甲狀腺最下動脈的胚胎學發育尚未完全闡明，一般人會在後續發育中消失。有研究認為它在胚胎時期為供應第三及第四咽囊的主要血管，因此如果三、四咽囊遲育或發育異常，時常會出現該動脈殘留的情形。
此條動脈的起點不一，多數人由頭臂動脈幹分出，但它也可能來自主動脈弓、右總頸動、鎖骨下動脈、心包膈動脈、甲狀腺頸動脈幹、橫肩胛動脈或胸內動脈。甲狀腺最下動脈在氣管的前方，從上縱膈腔往上爬升到甲状腺下部。
甲狀腺最下動脈的大小差異很大，可能小如甲狀腺周邊的附屬小動脈，大如甲狀腺動脈，管腔直徑3-5公釐不等。甲狀腺最下動脈可能作為甲狀腺額外的動脈，但在缺乏單側或雙側甲狀腺動脈的個體中，有時也會成為供應甲狀腺血液的主要血管。由於甲狀腺最下動脈從下方往上延伸來供應甲狀腺，因此這條動脈的存在可能和下甲狀腺動脈缺乏或管腔較小有關；在此類案例中，甲狀腺最下動脈又稱為副下甲狀腺動脈。在很罕見的情況下，甲狀腺最下動脈也能作為單側或雙側上甲狀腺動脈缺乏的補償途徑。
在甲狀腺最下動脈較短的案例中，此動脈終於胸腺，負責供應該處血液，稱為副胸腺動脈。

## 功能
當個體存在甲狀腺最下動脈時，此動脈主要負責甲狀腺的供血，它也會供應氣管；此動脈也可能延伸並供應副甲狀腺，這種狀況在副甲狀腺肥大（副甲狀腺瘤）時較為常見。甲狀腺最下動脈終於甲狀腺或副甲狀腺，可能不分支或有多條分支。在很罕見的情形下，甲狀腺最下動脈也可能是副甲狀腺唯一的血液供應來源。

## 臨床重要性
大約只有3至10%的人擁有甲狀腺最下動脈。此動脈在手術上很重要，雖然它通常較小且不存在於多數人體內，但可能導致外科併發症，如在胸腔、氣管、甲狀腺或副甲狀腺手術中造成嚴重出血，因此知道此條動脈的存在對氣切和甲狀腺切除術來說特別重要。雖然甲狀腺最下動脈比其他甲狀腺血管小，但它源自較大的血管，因此手術時若不慎傷到甲狀腺最下動脈將會造成嚴重出血，患者可能大量失血。若將甲狀腺最下動脈切斷，血管可能會縮回縱膈腔，導致胸腔出血和凝血，使病情更加複雜。

## 歷史
1772年，德國解剖學家约翰·E·諾伊鮑爾（Johann E. Neubauer）最先定義並命名了甲狀腺最下動脈，其拉丁文為「Arteria thyreoidea ima」，「ima」即為最下方的意思，因為它發源的位置比下甲狀腺動脈還低，因此稱之為甲狀腺「最下」動脈。

## 其他動物
甲狀腺最下動脈也存在於其他高等靈長類，包括大猩猩、长臂猿、獼猴和長尾葉猴體內都有觀察到。此動脈的源頭在這些物種中也同樣存在變異，可能的發源處包括胸主動脈或頸動脈。